# Мешков, Василий Никитич
Васи́лий Ники́тич Мешко́в (25 декабря 1867 [6 января 1868], Елец — 26 ноября 1946 года, Москва) — русский и советский живописец, график. Доктор искусствоведческих наук, профессор Всероссийской академии художеств.
Народный художник РСФСР (1943). Заслуженный деятель искусств РСФСР (7 апреля 1932).

## Биография и творчество

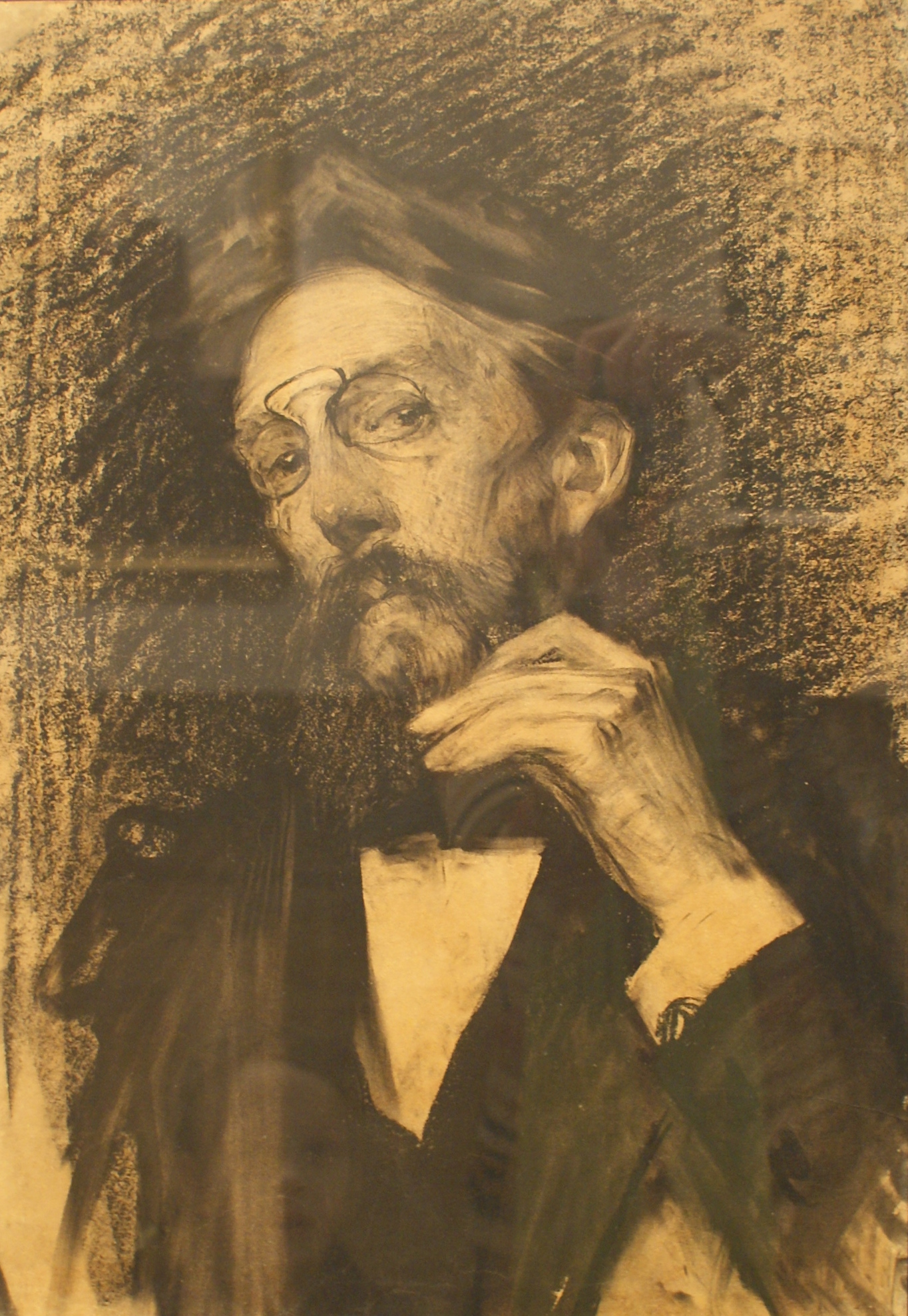
«Портрет Завьялова». 1900-е. НХМ РБ

Родился в семье рабочего-булочника. Рано остался сиротой. С детских лет зарабатывал на хлеб, рисуя иконы в Задонском монастыре.

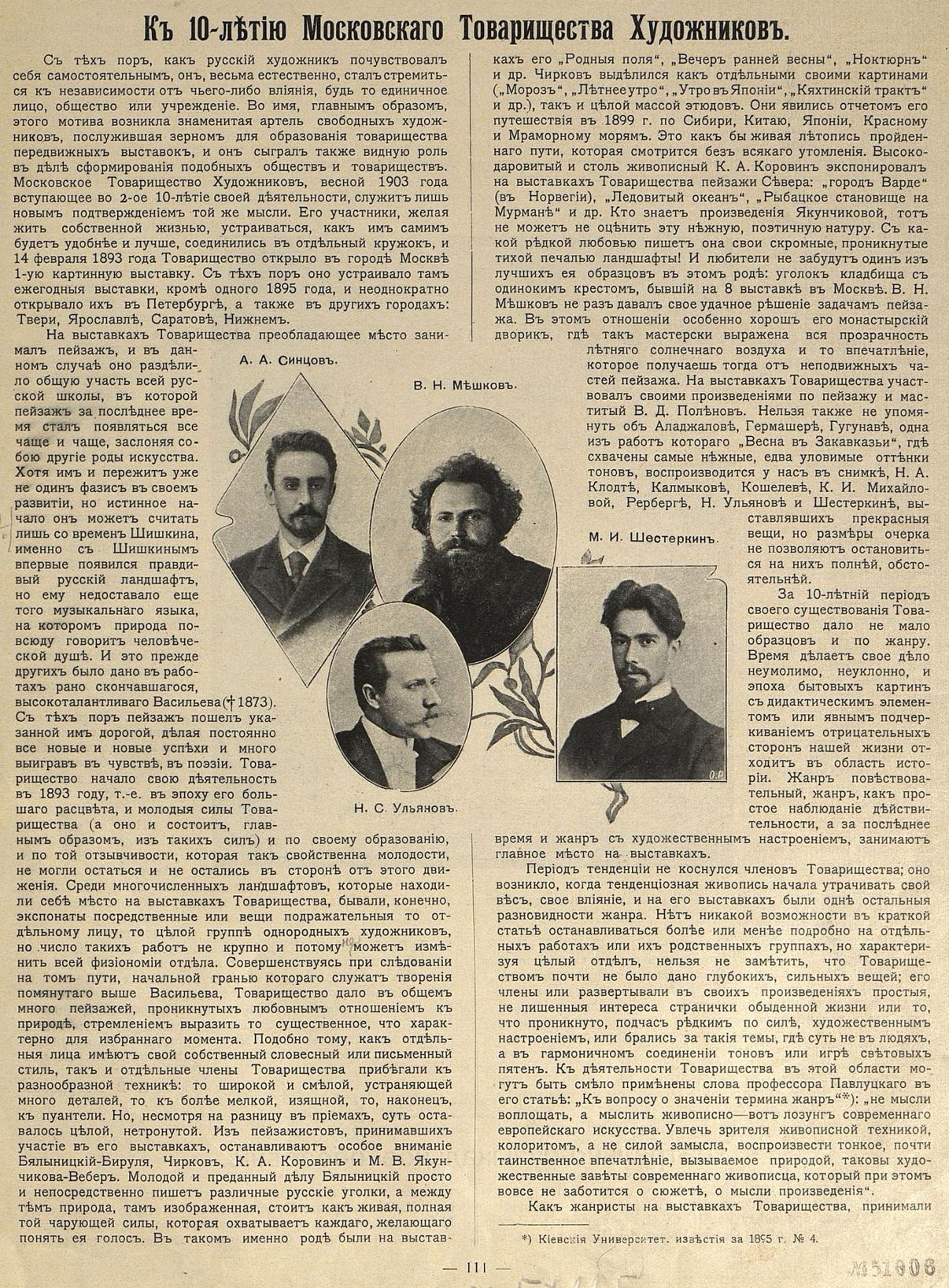
Статья к 10-летию Московского Товарищества Художников. Портреты Синцова, Мешкова, Шестернина и Н.С.Ульянова. 1903 г.

Учился в Московском училище живописи, ваяния и зодчества (1882—1889), где под руководством Е. С. Сорокина, И. М. Прянишникова и особенно В. Д. Поленова сформировался как художник-реалист. Затем учился в петербургской Академии художеств (1889—1890). Член Московского товарищества художников (с 1893), Ассоциации художников революционной России (с 1922). Преподавал в собственной школе живописи и рисования в Москве (1892—1917) и Институте живописи, скульптуры и архитектуры в Ленинграде (1937—1940).
Мешков писал жанровые картины в духе поздних передвижников (преим. в 1890-е годы), пейзажи, портреты. В начале 1890-х годов в родном городе Ельце начинается творческая деятельность художника как мастера-портретиста. В. Н. Мешков с большим мастерством передавал индивидуальные психологические черты человека, раскрывая его социальный облик. Созданные здесь картины «Портрет елецкой игуменьи», «Любопытный» хранятся в областном музее. написаны «Автопортрет», портреты его жены Э. К. Мешковой, хирурга П. И. Постникова, А. С. Перфильевой, Ф. И. Шаляпина и другие. Портреты Мешкова отличаются острым и точным рисунком, выразительной лепкой лица.
Одновременно Мешков выступал как жанровый художник («Зубоврачевание», 1891, «Вечерняя серенада», 1893, «Ослепший художник», 1898, и другие картины) и автор отмеченных тонкой наблюдательностью пейзажей («Стынет», 1898, и другие).
С 1917 года начинается новый подъём искусства Мешкова, оно наполняется новым содержанием. Он исполняет ряд портретов (П. П. Чистякова и Л. В. Собинова, 1917), этюдов. С особым вниманием Мешков работает над портретами деятелей коммунистической партии. Он пишет исполненные большой внутренней силы портреты С. М. Буденного и В. Р. Менжинского (оба 1927). В начале 1930-х гг. работает над портретами И. В. Сталина, Ф. Э. Дзержинского, К. Е. Ворошилова. Глубокой правдивостью и теплотой отличаются портреты М. И. Калинина (1929) и его матери М. В. Калининой (1930). В 1924-м Мешков пишет портрет К. Цеткин, а в 1930-е гг. создает портреты К. Маркса и Ф. Энгельса. Мешков часто обращался и образам деятелей советской культуры (портреты В. И. Качалова и И. М. Москвина, оба 1932), рабочих, красноармейцев. Произведения художника занимают достойное место в крупнейших музеях и картинных галереях России и за рубежом. Более десяти его творений находится в Елецком и Липецком краеведческих музеях.
Важную роль в истории советского искусства Мешков сыграл как талантливый педагог. Среди его учеников — И. С. Блохин, Н. Б. Терпсихоров, Б. Н. Яковлев, В. Н. Яковлев, П. М. Шухмин, а также сын художника пейзажист В. В. Мешков (1893—1963).
Похоронен В. Н. Мешков в Москве на Новодевичьем кладбище (уч. 4).
Награды: Орден Трудового Красного Знамени (1943) и медали.
В 1960 году имя художника присвоено новой улице Липецка. Улица Мешкова есть также и в Ельце.